# Joachim Tawast Beck-Friis
Joachim Tawast Beck-Friis (i riksdagen kallad Beck-Friis i Harg), född 29 december 1827 i Jäders församling, Södermanlands län, död 16 januari 1888 i Hargs församling, Stockholms län, var en svensk friherre, officer, hovmarskalk och riksdagsledamot. Beck-Friis var också en av stiftarna av Militärsällskapet i Stockholm 1852.
Beck-Friis var ledamot av ridderskapet och adeln vid ståndsriksdagarna 1853/54, 1856/58, 1859/60, 1862/63 och 1865/66. Han var även riksdagsledamot i andra kammaren för Norra Roslags domsagas valkrets 1879–1881 och i första kammaren för Stockholms läns valkrets 1884.

## Utmärkelser

### Svenska utmärkelser
- Riddare av Svärdsorden, 3 juli 1866.[3]
- Riddare av Carl XIII:s orden, 28 januari 1876.[3]

### Utländska utmärkelser
- Riddare av Belgiska Leopoldsorden, 1857.[3]
- Kommendör av Danska Dannebrogorden, 25 maj 1869.[3]
- Riddare av Norska Sankt Olavs orden, 5 november 1864.[3]